# Jaelyn Duncan
Jaelyn Alexander Duncan (Silver Spring, 8 giugno 2000) è un giocatore di football americano statunitense che milita nel ruolo di offensive tackle per i Tennessee Titans della National Football League (NFL).

## Carriera

### Tennessee Titans
Al college Duncan giocò a football a Maryland. Fu scelto nel corso del sesto giro (186º assoluto) del Draft NFL 2023 dai Tennessee Titans. Debuttò come professionista subentrando nella gara del secondo turno contro i Los Angeles Chargers. Nella settimana 12 contro i Carolina Panthers disputò la prima partita come titolare. La sua prima stagione si chiuse con 10 presenze, 5 delle quali come titolare.